# Airaphilus peyerimhoffi
Airaphilus peyerimhoffi là một loài bọ cánh cứng trong họ Silvanidae. Loài này được Cobos miêu tả khoa học năm 1950.